# Александруполіс (аеропорт)
Міжнародний Аеропорт Александруполіс (або Міжнародний аеропорт Демокрит) (грец. Κρατικός Αερολιμένας Αλεξανδρούπολης "Δημόκριτος", латиніз. Kratikós Aeroliménas Alexandrúpolis "Dimókritos") (IATA: AXD, ICAO: LGAL) — аеропорт в Александруполісі, Греція, поблизу села Апало, нома Еврос.
Аеропорт було побудовано в 1944 році. У 1955 році він став міжнародним аеропортом, сьогоденний термінал та злітно-посадкова смуга були побудовані в 1975 році

## Авіакомпанії та напрямки
| Авіакомпанія                         | Пункт призначення |
| ------------------------------------ | ----------------- |
| Olympic Air                          | Афіни             |
| Olympic Air оператор Aegean Airlines | Афіни             |
| Sky Express                          | Сітія (PSO)       |

## Ресурси Інтернету
- Hellenic Civil Aviation Authority [Архівовано 6 серпня 2018 у Wayback Machine.]
- Офіційний вебсайт